# Chapelle Saint-Sauveur de Draguignan
Pour les articles homonymes, voir Chapelle Saint-Sauveur.
La chapelle Saint-Sauveur est située sur la commune de Draguignan, dans le Var. Il s'agit d'une ancienne chapelle castrale.

## Historique
La chapelle date de la fin du XIIe siècle et du tout début du XIIIe siècle. Elle faisait partie d'un château appartenant aux chevaliers hospitaliers de Saint Jean de Jérusalem. Elle a par la suite servi de lieu de réunion ou de dépôt d'explosifs.
Le site sur lequel se trouve la chapelle est un site classé par arrêté du 30 juillet 1937.
La chapelle Saint-Sauveur est inscrite au titre des monuments historiques par arrêté du 29 avril 1993.
La chapelle Saint-Sauveur abrite depuis juillet 2019 l'ORGANuGAMMusEum, rassemblant des œuvres de l'artiste d'art singulier Danielle Jacqui.